# Cole Palmer
Cole Jermaine Palmer (Mánchester, 6 de mayo de 2002) es un futbolista británico que juega como centrocampista en el Chelsea F. C. de la Premier League de Inglaterra. Es internacional con la selección inglesa desde 2023.

## Trayectoria

### Primeros años y carrera
Cole Jermaine Palmer nació el 6 de mayo de 2002 en Wythenshawe, Mánchester. Se unió al Manchester City a nivel sub-8 y avanzó a través de los grupos de la academia antes de ser capitán del equipo sub-18 durante la temporada 2019-20. Palmer recibió educación privada en el St Bede's College.

### Manchester City
El 30 de septiembre de 2020, Palmer debutó en el primer equipo del City en una victoria por 3-0 fuera de casa sobre el Burnley en la cuarta ronda de la EFL Cup. Anotó su primer gol el 21 de septiembre de 2021 en una victoria por 6-1 en casa contra el Wycombe Wanderers en la EFL Cup. El 16 de octubre, Palmer jugó en la Premier League contra el Burnley y marcó un triplete para el equipo sub-23 del City esa misma noche. El 19 de octubre, Palmer marcó su primer gol en la UEFA Champions League en una victoria por 5-1 fuera de casa sobre el Club Brugge. El 7 de enero de 2022, Palmer metió gol en su debut en la FA Cup en una victoria por 4-1 fuera de casa contra el Swindon Town.
El 6 de agosto de 2023, Palmer marcó el primer gol en la FA Community Shield 2023 contra el Arsenal, después de entrar como suplente en la segunda mitad al sustituir a Erling Haaland. Sin embargo, el Arsenal anotó en tiempo de descuento y finalmente ganó el partido en una tanda de penaltis. Diez días después, Palmer anotó su último gol para el Manchester City, que fue el empate en la Supercopa de la UEFA 2023 contra el Sevilla, la cual ganó el Manchester City por 5-4 en una tanda de penales después de que el partido terminara 1-1.
En una entrevista de enero de 2024, Palmer reveló que su intención era no abandonar nunca el Manchester City; sin embargo, el club se negó a cederlo en préstamo por un año, diciéndole "o te quedas o te vendemos", lo que influyó en la salida de Palmer en busca de más minutos.

### Chelsea
El 1 de septiembre de 2023, Palmer fichó por el Chelsea tras firmar un contrato de siete años, con la opción de un año adicional. Se informó que la tarifa de transferencia fue inicialmente de 40 millones de libras, con la posibilidad de aumentar en 2.5 millones en variables. Debutó al día siguiente como suplente en el minuto 62 en una derrota por 1-0 en casa ante el Nottingham Forest. El 7 de octubre, Palmer marcó su primer gol para el Chelsea, desde el punto de penalti, y también proporcionó la asistencia para el gol de Nicolas Jackson en una victoria por 4-1 fuera de casa sobre el Burnley. El 6 de noviembre, Palmer registró un gol y una asistencia en una victoria por 4-1 fuera de casa ante el Tottenham Hotspur, rival londinense del Chelsea. Seis días después, Palmer marcó un penalti en el tiempo de descuento contra su exequipo, el Manchester City, en un partido que finalizó con un resultado de empate a cuatro en Stamford Bridge.
Palmer anotó su primer gol saliendo de inicio en una derrota por 2-1 fuera de casa ante el Manchester United el 5 de diciembre. En el último partido del Chelsea de 2023, fuera de casa ante el Luton Town, Palmer hizo un doblete por primera vez como profesional, además de asistir en el gol de Noni Madueke, en la victoria por 3-2 del Chelsea. Sus contribuciones contra el Luton lo llevaron a alcanzar los dos dígitos en contribuciones de goles en total en la Premier League, convirtiéndose en el quinto jugador del Chelsea de 21 años o menos (y el primero desde Christian Pulisic y Mason Mount en la temporada 2019-20) en lograrlo. Como resultado de sus actuaciones durante diciembre de 2023, que incluyeron cuatro goles y dos asistencias, Palmer fue nominado para el premio Jugador del Mes de la Premier League y su segundo gol contra el Luton Town también fue nominado para el premio Gol del Mes de la Premier League. El 23 de enero de 2024, Palmer anotó otro doblete, esta vez en las semifinales de la Copa de la Liga, cuando el Chelsea derrotó a Middlesbrough 6-1 (6-2 en el global) para avanzar a la final en el Estadio de Wembley. Anotó su décimo gol en la Premier League de la temporada el 4 de febrero, convirtiéndose en el primer jugador del Chelsea de 21 años o menos en marcar diez goles en una temporada, aunque el partido terminó con un resultado adverso de 4-2 en casa ante el Wolverhampton Wanderers. En su próximo partido de la Premier League, Palmer contribuyó con dos asistencias en el tiempo de descuento para sus compañeros de equipo Conor Gallagher y Enzo Fernández, ayudando al Chelsea a ganar 3-1 fuera de casa ante el Crystal Palace.

## Selección nacional
Después de haber sido internacional en categorías inferiores, con las que ganó la Eurocopa Sub-21 de 2023, el 17 de noviembre de ese mismo año hizo su debut con la selección absoluta en un partido de clasificación para la Eurocopa 2024 ante Malta.

#### Eurocopa 2024
Fue convocado por Gareth Southgate para afrontar la Eurocopa 2024. A pesar de ser suplente sería clave para pasar a la final dándole una asistencia a Ollie Watkins para poner el marcador 2 a 1 ante el conjunto de Países Bajos. En la final metería el gol del empate pero terminaría perdiendo la final ante España 2 a 1.

### Participaciones en la Eurocopa
| Copa          | Sede     | Resultado  | Partidos | Goles |
| ------------- | -------- | ---------- | -------- | ----- |
| Eurocopa 2024 | Alemania | Subcampeón | 5        | 1     |

## Estadísticas

### Clubes
Actualizado al último partido disputado el 13 de julio de 2025.
| Club                             | Div.          | Temporada     | Liga  | Liga  | Liga   | Copas nacionales | Copas nacionales | Copas nacionales | Copas internacionales | Copas internacionales | Copas internacionales | Total | Total | Total  |
| Club                             | Div.          | Temporada     | Part. | Goles | Asist. | Part.            | Goles            | Asist.           | Part.                 | Goles                 | Asist.                | Part. | Goles | Asist. |
| -------------------------------- | ------------- | ------------- | ----- | ----- | ------ | ---------------- | ---------------- | ---------------- | --------------------- | --------------------- | --------------------- | ----- | ----- | ------ |
| Manchester City F. C. Inglaterra | 1.ª           | 2020-21       | 0     | 0     | 0      | 2                | 0                | 0                | 1                     | 0                     | 0                     | 3     | 0     | 0      |
| Manchester City F. C. Inglaterra | 1.ª           | 2021-22       | 4     | 0     | 0      | 2                | 2                | 1                | 4                     | 0                     | 0                     | 10    | 2     | 1      |
| Manchester City F. C. Inglaterra | 1.ª           | 2022-23       | 14    | 0     | 1      | 4                | 1                | 0                | 4                     | 0                     | 0                     | 22    | 1     | 1      |
| Manchester City F. C. Inglaterra | 1.ª           | 2023-24       | 1     | 0     | 0      | 5                | 1                | 0                | 1                     | 1                     | 0                     | 7     | 2     | 0      |
| Manchester City F. C. Inglaterra | Total club    | Total club    | 19    | 0     | 1      | 13               | 4                | 1                | 10                    | 1                     | 0                     | 42    | 5     | 2      |
| Chelsea F. C. Inglaterra         | 1.ª           | 2023-24       | 33    | 22    | 11     | 12               | 3                | 4                | ―                     | ―                     | ―                     | 45    | 25    | 15     |
| Chelsea F. C. Inglaterra         | 1.ª           | 2024-25       | 37    | 15    | 9      | 1                | 0                | 0                | 14                    | 3                     | 5                     | 52    | 18    | 14     |
| Chelsea F. C. Inglaterra         | Total club    | Total club    | 70    | 37    | 20     | 13               | 3                | 4                | 14                    | 3                     | 5                     | 97    | 43    | 29     |
| Total carrera                    | Total carrera | Total carrera | 89    | 37    | 21     | 26               | 7                | 5                | 24                    | 4                     | 5                     | 139   | 48    | 31     |

### Hat-tricks o más goles
| 1 | 4 de abril de 2024       | Stamford Bridge, Londres | Chelsea - Manchester United         |  | 4 - 3 | Premier League 2023-24 |
| 2 | 15 de abril de 2024      | Stamford Bridge, Londres | Chelsea - Everton                   |  | 6 - 0 | Premier League 2023-24 |
| 3 | 28 de septiembre de 2024 | Stamford Bridge, Londres | Chelsea - Brighton & Hove Albion FC |  | 4 - 2 | Premier League 2024-25 |

## Palmarés

### Títulos nacionales
| Título         | Club                  | País       | Año  |
| -------------- | --------------------- | ---------- | ---- |
| Premier League | Manchester City F. C. | Inglaterra | 2022 |
| Premier League | Manchester City F. C. | Inglaterra | 2023 |
| FA Cup         | Manchester City F. C. | Inglaterra | 2023 |

### Títulos internacionales
| Título                            | Equipo (*)            | Sede              | Año  |
| --------------------------------- | --------------------- | ----------------- | ---- |
| Liga de Campeones de la UEFA      | Manchester City F. C. | Estambul          | 2023 |
| Eurocopa sub-21                   | Inglaterra            | Georgia y Rumania | 2023 |
| Supercopa de la UEFA              | Manchester City F. C. | El Pireo          | 2023 |
| Liga Conferencia de la UEFA       | Chelsea F. C.         | Breslavia         | 2025 |
| Copa Mundial de Clubes de la FIFA | Chelsea F. C.         | Estados Unidos    | 2025 |

(*) incluyendo la selección.

### Distinciones individuales
| Distinción                                                        | Año  |
| ----------------------------------------------------------------- | ---- |
| Mejor jugador de la Final de la UEFA Conference League            | 2025 |
| Mejor jugador de la Final de la Copa Mundial de Clubes de la FIFA | 2025 |
| Balón de Oro de la Copa Mundial de Clubes de la FIFA              | 2025 |
| Equipo Ideal de la Copa Mundial de Clubes de la FIFA              | 2025 |

## Estilo de juego
Un creador de juego, Palmer es conocido por su gran historial y mentalidad en los penaltis, pases y regates, al mismo tiempo que crea y marca goles. También suele intentar tiros de larga distancia y cortes dentro de la línea rival. Mientras juega como extremo, Palmer también puede jugar como mediocampista ofensivo. Palmer es zurdo, aunque también podría jugar bien con el pie derecho. Es un jugador de ataque polivalente, descrito por su club como «hábil operando tanto como centrocampista ofensivo como delantero».

## Vida personal
Su madre Marie Palmer es de origen británico y su padre Jermaine Palmer tiene raíces sancristobaleñas ya que su abuelo Sterry Palmer es originario de San Cristóbal y Nieves.